# De la Pământ la Lună (film)
From the Earth to the Moon este un film SF american din 1958 regizat de Byron Haskin. În rolurile principale joacă actorii Joseph Cotten, George Sanders, Debra Paget. Se bazează pe romanul De la Pământ la Lună de Jules Verne.

## Prezentare
Amplasat imediat după războiul civil american, omul de afaceri și inventatorul Victor Barbicane inventează o nouă sursă de energie denumită Power X. El intenționează s-o folosească pentru a alimenta cu energie racheta sa; de aceea, pentru a arăta lumii potențialul acestei invenții intenționează să trimită un proiectil pe Lună. Împreună cu el, în această călătorie merg asistentul său: Ben Sharpe, rivalul lui Barbicane: Nicholl Stuyvesant și fiica lui Nicholl: Virginia. Nicholl consideră că Power X funcționează împotriva voinței lui Dumnezeu și sabotează proiectilul, astfel încât acestea să nu se mai poată întoarce pe Pământ; acest lucru duce la un final plin de suspans în care are loc o luptă pentru repararea proiectilului.

## Actori
- Joseph Cotten este Victor Barbicane
- George Sanders este Nicholl
- Debra Paget este Virginia Nicholl
- Don Dubbins este Ben Sharpe
- Patric Knowles este Josef Cartier
- Carl Esmond este Jules Verne
- Henry Daniell este Morgana
- Melville Cooper este Bancroft
- Ludwig Stössel este Aldo Von Metz (as Ludwig Stossel)
- Morris Ankrum este President Ulysses S. Grant (nemenționat)
- Robert Clarke este Narrator (voce) (nemenționat)
- Les Tremayne este Countdown Announcer (nemenționat)